# Ланди, Федерико
Федерико Ланди (итал. Federico Landi; после 1577 — 1633), 4-й князь Валь-ди-Таро и Валь-ди-Чена — итальянский аристократ.

## Биография
Сын Клаудио Ланди, князя Валь-ди-Таро и Валь-ди-Чена, и Хуаны Фернандес де Кордова-и-Арагон.
4-й мариз ди Барди, граф и барон ди Компиньяно, синьор ди Бедония и Вальдена. В 1591 году унаследовал от графа Галлерати Турбиго.
Маркизат Барди был захвачен герцогом Пармским еще в 1578 году, но Федерико не терял надежды вернуть это владение при помощи испанцев.
Княжества Валь-ди-Таро и Валь-ди-Чена, расположенные на северо-западе Апеннин в долинах рек Таро и Чено, составляли так называемое государство Ланди и принадлежали семье Ланди с 1257 года. Статут 1599 года формально определял их как «государство имперских феодов Ланди».
В 1604 году, после убийства сеньора Монако Эркюля Гримальди, женатого на сестре Федерико, тот стал опекуном своего малолетнего племянника Оноре II, а шесть лет спустя — регентом Монако. Как союзник Испании, Ланди разрешил оккупацию Монако испанскими войсками в 1605 году. Малолетний сеньор с сестрой были вывезены в Милан. Государственный совет Монако пытался ограничить власть Испании, но оккупация продолжалась до 1614 года, а сильное испанское присутствие сохранялось до 1633 года, когда после смерти регента Оноре стал править самостоятельно.
Федерико часто отсутствовал в своих владениях, оставляя управление своей жене, на попечении которой находились юные Оноре и Жанна-Мари Гримальди.
Ланди был знаменитым турнирным бойцом и арбитром на турнирах.
В 1612 году был пожалован Филиппом III в рыцари ордена Золотого руна. Орденскую цепь получил 8 апреля 1612 в церкви августинцев в Лоано, близ Генуи, из рук князя Мельфи, которому содействовал гербовый король ордена.

## Семья
Жена (1598): Плачидия Спинола (ум. 1644), дочь Филиппа Спинолы, маркиза ди Венафро, и Полиссены Гримальди, сестра Федерико Спинолы, герцога ди Санта-Северина. Принесла в приданое 50 000 скуди
Дети:
- Франческо (ум. ребенком)
- Полиссена Мария Ланди (1608—26.02.1679), княгиня Валь-ди-Таро и Валь-ди-Чена. Муж (1626): Джованни Андреа II Дориа (1607—1640), 9-й князь Мельфи

Федерико имел множество внебрачных связей, от которых в Милане родились двое детей, которых он после бракосочетания Полиссены хотел включить в число наследников своей жены, что привело супругов к конфликту.
В 1627 году император Фердинанд II санкционировал наследование владений Ланди Полиссеной Марией.